# Demonocracy
| Оценки критиков    | Оценки критиков |
| Источник           | Оценка          |
| ------------------ | --------------- |
| Thrash Hits        | [ 1 ]           |
| Peek from the Pit  | 9/10            |
| Real Metal Reviews | 9/10            |
| allmusic           | [ 4 ]           |
| Metal Underground  | [ 5 ]           |
| Rockfreaks.net     | [ 6 ]           |
| Metal Injection    | [ 7 ]           |

Demonocracy — третий студийный альбом американской дэт-метал-группы Job for a Cowboy. Альбом был выпущен 10 апреля 2012 года. Это последний альбом с участием ударника Джона Райса.
21 февраля 2012 года вышел сингл на композицию «Nourishment Through Bloodshed».
20 марта вышла премьера композиции «Black Discharge» и 2 апреля «Imperium Wolves». Demonocracy в первую неделю разошёлся тиражом в 4900 копий и занял 87-позицию в чарте «Billboard 200».

## Список композиций
| №                   | Название                        | Длительность |
| ------------------- | ------------------------------- | ------------ |
| 1.                  | «Children of Deceit»            | 4:36         |
| 2.                  | «Nourishment Through Bloodshed» | 3:42         |
| 3.                  | «Imperium Wolves»               | 4:48         |
| 4.                  | «Tongueless and Bound»          | 4:03         |
| 5.                  | «Black Discharge»               | 3:55         |
| 6.                  | «The Manipulation Stream»       | 4:40         |
| 7.                  | «The Deity Misconception»       | 4:05         |
| 8.                  | «Fearmonger»                    | 4:18         |
| 9.                  | «Tarnished Gluttony»            | 6:15         |
| Общая длительность: | Общая длительность:             | 40:29        |

## Участники записи
- Джонни Дэйви — вокал
- Ал Глассман — гитара
- Тони Санникандро — гитара, бэк-вокал
- Ник Шендцилос — бас-гитара
- Джон Райс — ударные

## Позиции в чартах
| Чарт (2012)                          | Позиция |
| ------------------------------------ | ------- |
| США (Billboard 200)                  | 87      |
| США (Billboard Independent Albums)   | 15      |
| США (Billboard Top Hard Rock Albums) | 8       |
| США (Billboard Top Rock Albums)      | 30      |